# Sport rekreacyjny

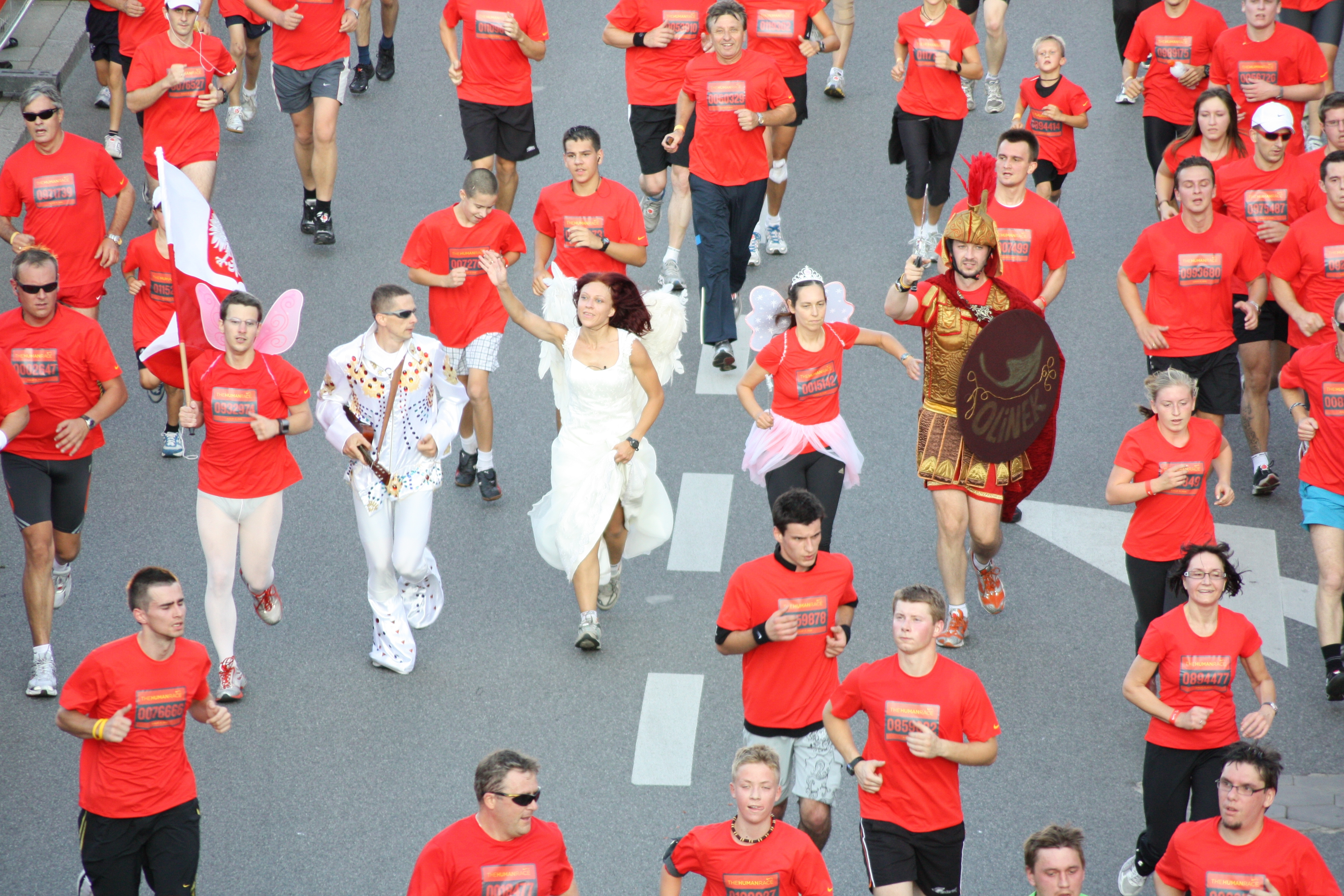
The Human Race 2008 w Warszawie

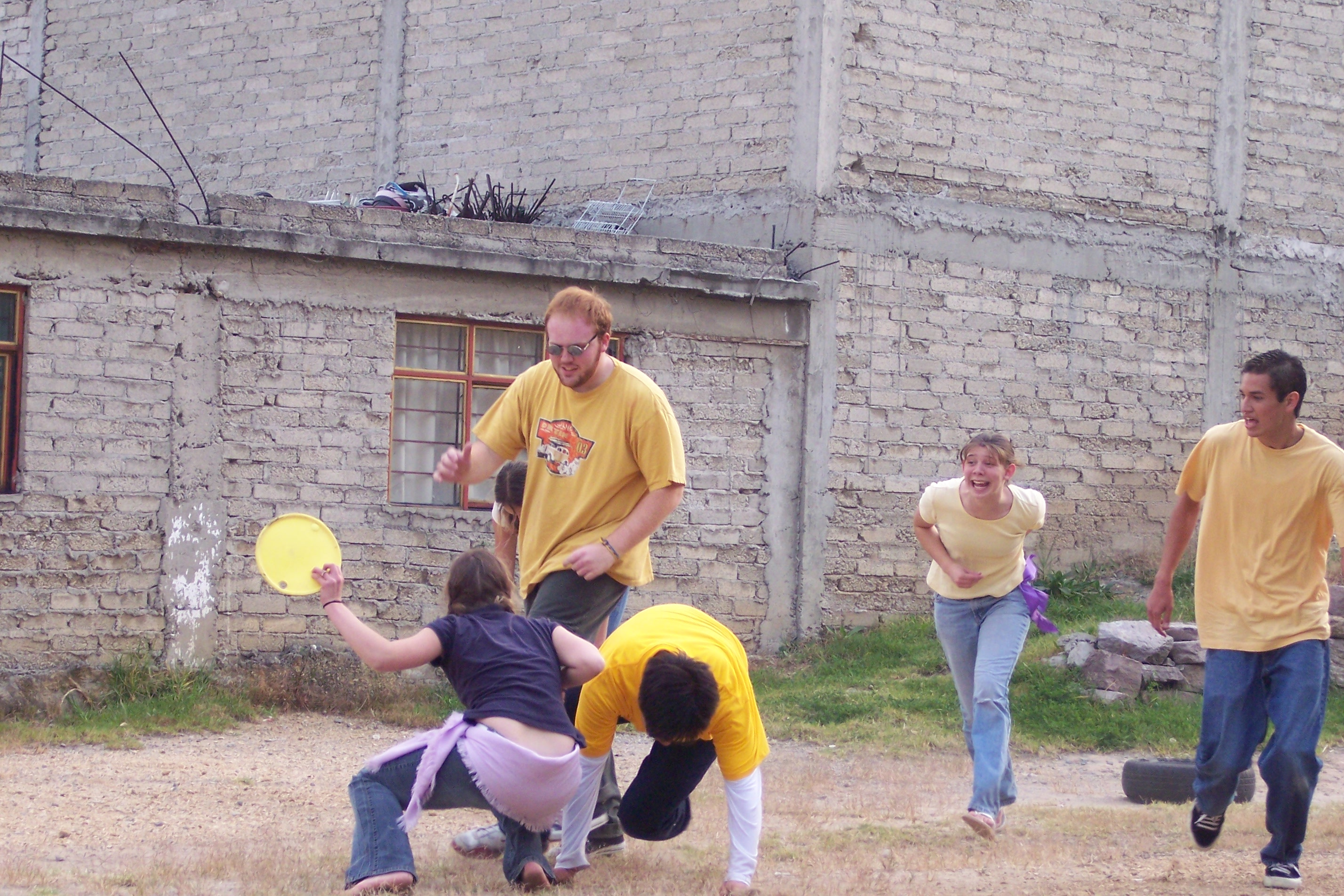
Frisbee

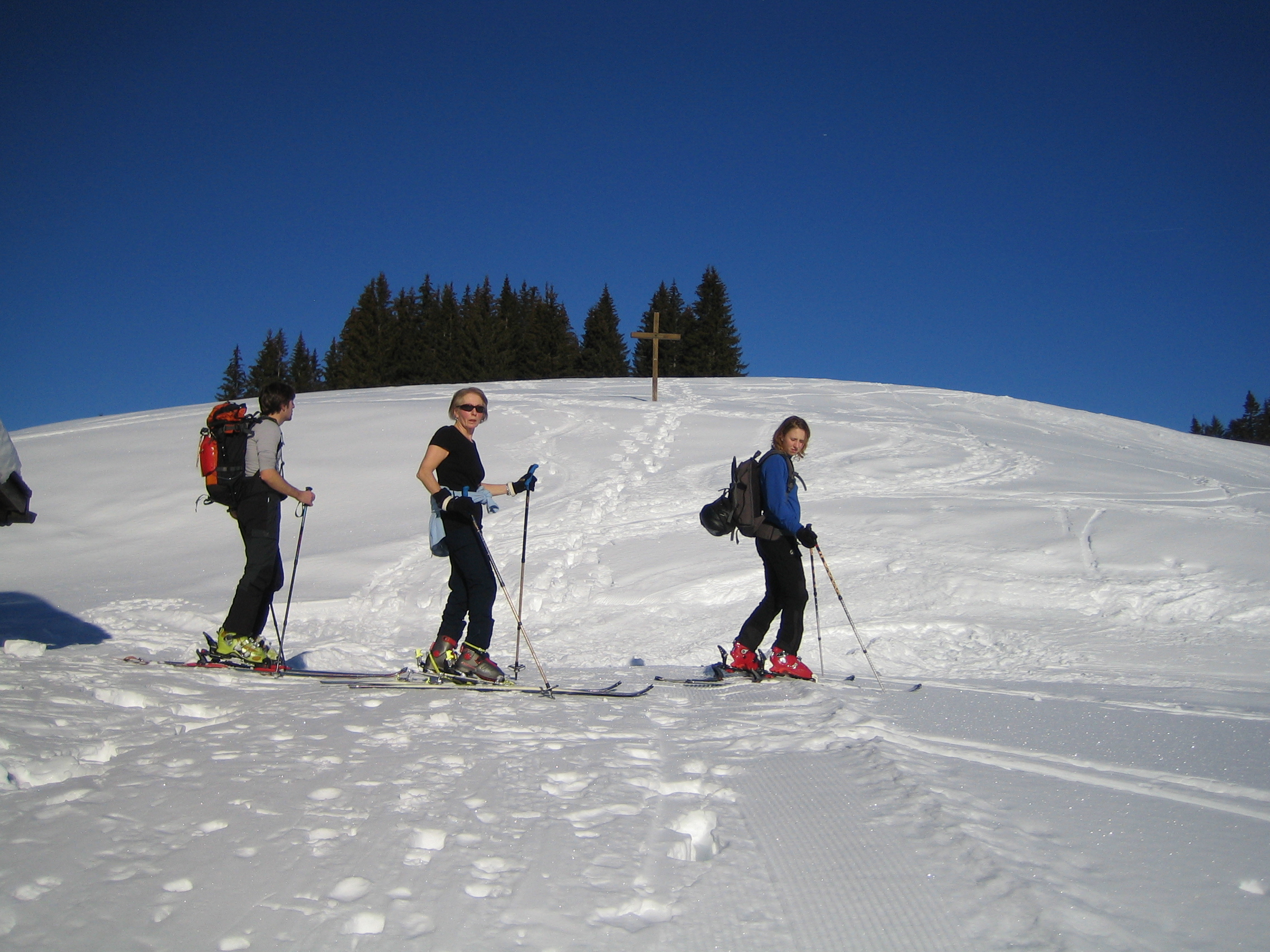
skituring

Sport rekreacyjny, masowy – stanowi formę czynnego wypoczynku z zachowaniem współzawodnictwa jako czynnika motywującego.
Jego zadaniem jest m.in. odprężenie po pracy, regeneracja sił, utrzymanie sprawności fizycznej oraz dobrego stanu zdrowia. Powoduje m.in. wzrost tolerancji wysiłku fizycznego oraz zwiększenie siły mięśniowej stabilizującej stawy. Jest jednym z czynników przyczyniających się do zapobiegania chorobom cywilizacyjnym. 
Zalecany jest m.in. przy profilaktyce, leczeniu i rehabilitacji chorób układu krążenia i narządu ruchu. Jako rodzaj rehabilitacji można tu wymienić sport niepełnosprawnych. Znaczenie ma także sport dzieci i młodzieży, który stanowi element wychowania oraz zapobiega chorobom.
Do dyscyplin tego sportu można zaliczyć m.in.: 
- gimnastykę rekreacyjną (m.in. różne formy gimnastyczno-taneczne, gimnastyka aerobowa);
- pływanie (m.in. nurkowanie rekreacyjne);
- bieg i chód kondycyjny;
- sporty indywidualne i zespołowe (m.in. tenis, tenis stołowy, softball, korfball, ringo, frisbee, badminton, golf, kręgle, unihokej, wspinaczka sportowa);
- zespołowe gry sportowe (m.in. siatkówka, koszykówka, piłka nożna);
- sporty wodne (m.in. żeglarstwo, sporty motorowodne, kajakarstwo, surfing, windsurfing)
- sporty zimowe (m.in. narciarstwo zjazdowe i biegowe, saneczkarstwo, łyżwiarstwo, curling);
- lekkoatletykę (biegi, skoki, rzuty);
- sporty walki (judo, jujutsu, karate, taekwondo, aikido, kendo);
- aerobik, aqua-aerobic, body ballet, callanetics, fitness, joga, taijiquan;
- jazdę konną;
- gry terenowe i wieloboje.